# Активный участок полёта

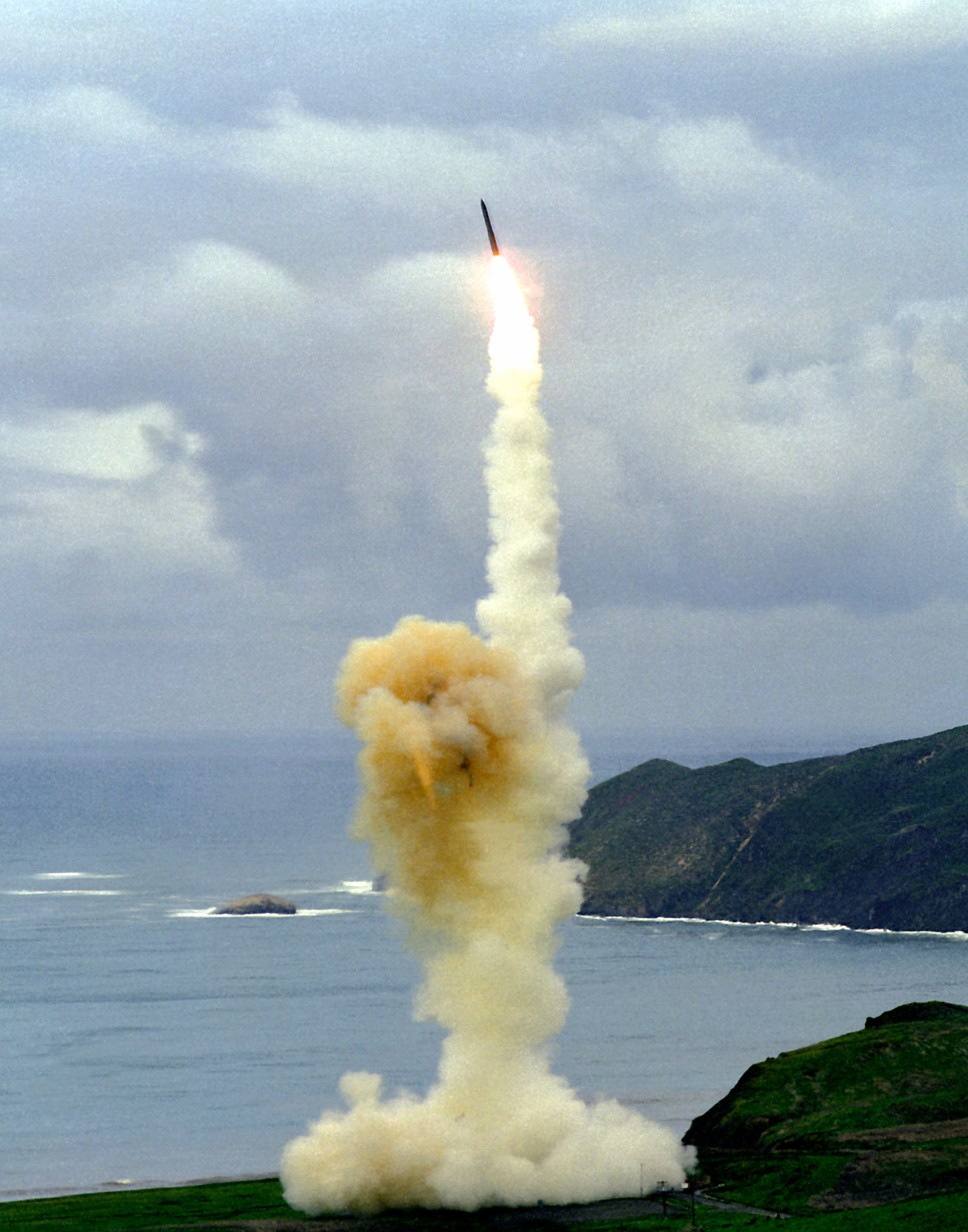
Баллистическая ракета «Минитмен-3» на активном участке полёта.

Акти́вный уча́сток полёта (активный участок траектории) — участок полёта летательного аппарата, на котором работает маршевый двигатель аппарата, как правило — ракетный.
Понятие возникло в связи с применением неуправляемых реактивных снарядов и баллистических ракет. Но это понятие распространяется и на другие летательные аппараты, приводимые в движение ракетными двигателями, работающими в течение лишь части полётного времени аппарата: ракеты-носители космических аппаратов, космические аппараты, маршевые двигатели которых включаются на короткое время для коррекции траектории, ракетные планёры и др.
Пасси́вным уча́стком полёта (траектории), в противоположность активному, называется участок, на котором маршевый двигатель летательного аппарата не работает, и аппарат движется по инерции, под воздействием только сил гравитации и (в плотных слоях атмосферы) сопротивления воздуха (см. Баллистическая траектория).